# Rajmund Berengar IV Prowansalski

Herb hrabiów Forcalquier

Rajmund Berengar IV (ur. 1195, zm. 19 sierpnia 1245) – hrabia Prowansji i Forcalquier. Syn Alfonsa II, hrabiego Prowansji, i Gersendy II z Sabran, hrabiny Forcalquier.

## Życiorys
Po śmierci ojca w 1209, Rajmund został uwięziony przez swojego wuja – Piotra II Aragońskiego, w zamku w Aragonii. W 1219 udało mu się uciec i zaraz potem zgłosił swoje pretensje do spadku po ojcu. Był potężnym i energicznym władcą - do swoich pierwotnych ziem przyłączył Forcalquier. W 1226 razem z Ludwikiem VIII Lwem, królem Francji podbił Awinion.
5 czerwca 1219 Rajmund poślubił Beatrycze Sabaudzką, córkę Tomasza I, hrabiego Sabaudii. Była sprytną i piękną kobietą, którą Mateusz z Paryża opisywał jako drugą Niobe. Początkowo urodziła mu ona dwóch chłopców, urodzonych martwych, potem na świat przyszły cztery córki - z których każda poślubiła króla:
- Małgorzata (1221–1295), żona króla Francji – Ludwika IX Świętego,
- Eleonora (1223–1291), żona króla Anglii – Henryka III Plantageneta,
- Sancha (1228–1261), żona antykróla Niemiec – Ryszarda z Kornwalii,
- Beatrycze (1231–1267), żona króla Sycylii – Karola I Andegaweńskiego.

Rajmund Berenguer IV zmarł w Aix-en-Provence, które dzisiaj znajduje się na terytorium Francji.